# Valentin Abel (Geistlicher)

Wappen von Valentin Abel ('Valentinus Admontensis Abbas')

Valentin Abel, OSB (* nach 1500 in Lainbach bei Landl; † 1575 in Admont), war ein salzburgischer römisch-katholischer Geistlicher und von 1545 bis 1568 Abt der Benediktinerabtei St. Blasius zu Admont.

## Leben und Wirken
Valentin Abel entstammte einer bürgerlichen Familie, sein Vater betrieb in Lainbach eine Mühle. Nachdem er zuvor als Admonter Stiftskämmerer tätig gewesen war, lehnte er seine Wahl zum Abt zunächst mit der  Begründung ab, dass er, da er sein Studium wegen des Bauernkriegs von 1525 habe unterbrechen müssen, „des Lateinischen gänzlich ungewohnt“ sei und ihn zudem „sein schwindelsüchtiger Kopf und sein schwaches Gedächtnis“ für das Amt ungeeignet mache. „Aus Gottes Berufung, doch ganz allerdings gegen seinen Willen“ nahm er schließlich die Wahl an. Dennoch hatte er, wie ihm Jakob Wichner attestierte, über „einen nicht geringen Fonds damaliger humanistischer Bildung verfügt“; so  „korrespondierte er mit Gelehrten und war bemüht, sich in der Literatur seiner Zeit allseitig zu orientieren.“ Valentin Abel tendierte offensichtlich bereits zum Zeitpunkt seiner Wahl zum Luthertum, das er, als er 1548 als Reformationskommissar für die Steiermark bestellt wurde, begünstigte.
Aufgrund der schwierigen wirtschaftlichen Lage des Stifts sah sich Valentin Abel 1560 zur Verpfändung der niederbayrischen Propstei Elsendorf veranlasst, nachdem er bereits 1551 endgültig auch auf die dem Stift Admont inkorporierte Pfarrei St. Rupert in Trofaiach verzichtet hatte. Zur Besserung der wirtschaftlichen Lage des Stifts intensivierte er den Bergbau in Oppenberg und Schladming und errichtete Schmelzhäuser. Zugleich begann unter ihm eine intensive Bautätigkeit an den Admonter Stiftsgebäuden sowie an den Schlössern Admontbichl und St. Martin. 1551 erwarb er die oberhalb von Admont gelegene Kaiserau, die er als stiftische Meierei ausbaute. Unter ihm erfolgte auch ein teilweiser Neubau des Admonter Hofrichterhauses; sein am westlichen Giebel des Hofrichterhauses angebrachtes Wappen zeigt ein rechtsspringendes Einhorn, das ihm 1545 durch König Ferdinand I. als Symbol der königlichen Rechtsprechung verliehen worden war. Für die Stiftskirche Admont stiftete er eine Marmorkanzel mit dem Kanzelfuß angefügtem Altar, der wegen seiner alttestamentarischen Darstellungen als „Lutherischer Altar“ bezeichnet wurde und von dessen Kanzel aus Georg Stromayr, ein aus Kloster Mondsee entwichener Mönch, mit Duldung des Abtes die lutherische Lehre verkündete. Auf Anordnung einer kaiserlichen und erzbischöflichen Kommission unter Führung des späteren Seckauer Bischofs Georg Agricola legte Valentin Abel schließlich 1568 sein Abbatiat nieder. Seinen Lebensabend verbrachte er außerhalb der Klausur im stiftischen Amtshaus. 